# Mezőörményesi járás
A Mezőörményesi járás a Magyar Királyság megszűnt közigazgatási egysége, amely Kolozs vármegye része volt, Mezőörményes székhellyel. Területe jelenleg Romániában, Beszterce-Naszód megyében fekszik.

## Fekvése

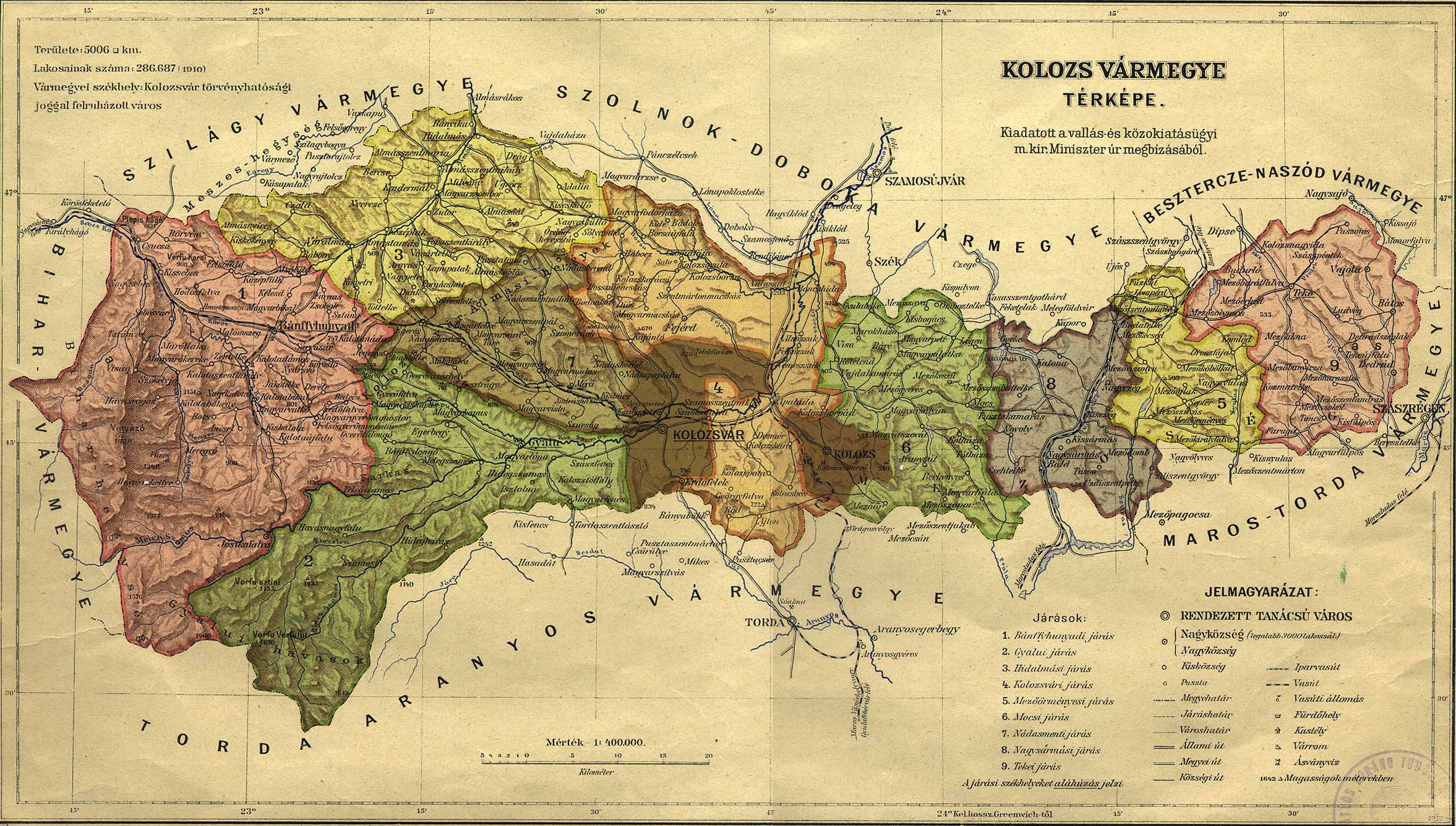
Kolozs vármegye közigazgatási térképe 1917-ből

A Kolozsvári járás Kolozs vármegye keleti részén helyezkedett el, a megye északi határától a déliig húzódott. Nyugaton a Nagysármási járás, északon a Szolnok-Doboka vármegye és Beszterce-Naszód vármegye, keleten a Tekei járás, délen Maros-Torda vármegye voltak a szomszédai. A járási székhely Mezőörményes a járás déli részén található.

## Története
A 18. század végén a járás területe Kolozs vármegye alsó kerületéhez tartozott, 1864-ben szintén.
1920 és 1925 között 14 településsel a romániai Kolozs megyéhez (Județul Cojocna) tartozott Plasa Ormeniș) néven. 1925-ben a járás már nem létezett, településeinek többségét Maros-Torda megyéhez csatolták.

## Lakossága
1910-ben 13 355 lakosa volt, ebből 11 163 görögkatolikus, 1601 református, 296 izraelita, 196 római katolikus, 64 unitárius, 19 evangélikus, 15 görögkeleti, 1 egyéb vallású. A lakosság 81,5%-a román, 15,9%-a magyar, 0,8%-a német, 1,8%-a más anyanyelvű volt.

## Települései
Az 1913-as helységnévtár szerint a járást öt körjegyzőségben tizennégy község alkotta:
| körjegyzőség         | település       | lélekszám |
| -------------------- | --------------- | --------- |
| Mezőkecsedi kj.      | Mezőkecsed      | 757       |
| Mezőkecsedi kj.      | Mezőviszolya    | 860       |
| Mezőörményesi kj.    | Mezőkirályfalva | 650       |
| Mezőörményesi kj.    | Mezőörményes    | 1401      |
| Mezőörményesi kj.    | Mezőszilvás     | 1510      |
| Mezőszentmihályi kj. | Fűzkút          | 658       |
| Mezőszentmihályi kj. | Lompérd         | 653       |
| Mezőszentmihályi kj. | Mezőszentmihály | 1016      |
| Nagynyulasi kj.      | Komlód          | 435       |
| Nagynyulasi kj.      | Nagynyulas      | 1491      |
| Nagynyulasi kj.      | Oroszfája       | 888       |
| Septéri kj.          | Mezőköbölkút    | 910       |
| Septéri kj.          | Mezőújlak       | 1051      |
| Septéri kj.          | Septér          | 1075      |